# Iwakura Tomomi
En aquest nom japonès, el cognom és Iwakura.
Iwakura Tomomi (岩倉具視, Kyoto, 26 d'octubre de 1825 - 20 de juliol de 1883) fou un polític japonès que va tenir un paper important en la Restauració Meiji en influir sobre les opinions de la Cort Imperial.

## Primers anys
Iwakura va néixer a Kyoto i va ser el segon fill d'un noble cortesà de baixa categoria Horikawa Yasuchika. En 1836 va ser adoptat per un altre noble, Iwakura Tomoyasu, del qual va rebre el seu cognom. Va ser entrenat pel kanpaku Takatsukasa Masamichi i va escriure l'opinió per a la reforma de la Cort Imperial. En 1854 es va convertir en camarlenc de l'Emperador Kōmei.

## Noble de la Cort Imperial
Com altres cortesans a Kyoto, Iwakura es va oposar als plans del Shogunat Tokugawa d'obrir el Japó als països estrangers. Quan Hotta Masayoshi, un rōjū del shogunat, va anar a Kyoto per obtenir el permís imperial per a la signatura del Tractat d'Amistat i Comerç entre el Japó i els Estats Units en 1858, Iwakura va reunir diversos cortesans que s'oposaven al tractat i van intentar impedir les negociacions entre el shogun i la Cort.
Amb l'assassinat del tairō Ii Naosuke en 1860, Iwakura va donar suport al "Moviment Kobugattai", una aliança de la Cort i el shogunat. La política central d'aquesta aliança era el matrimoni del shōgun Tokugawa Iemochi i la Princesa Kazu-no-miya Chikako, la germana menor de l'Emperador Kōmei.
Quan els samurais i els nobles van donar suport a la política més radical del sonnō jōi (expulsió dels estrangers i reverència a l'Emperador), Iwakura va ser vist com un simpatitzant del shogunat, i la Cort va fer pressió per a la seva expulsió. En conseqüència, Iwakura va abandonar la Cort i es va traslladar a la ciutat d'Iwakura, al nord de Kyoto.

## A l'exili
En aquesta ciutat va escriure moltes opinions i les enviava a la Cort o als seus companys polítics a  Satsuma. Amb la mort del shōgun Tokugawa Iemochi en 1866, Iwakura va intentar prendre la Cort amb una iniciativa política. Va intentar reunir tots els dàimios sota el nom de la Cort, però va fracassar. Quan l'Emperador Kōmei va morir en 1867, es va escampar el rumor que Iwakura havia tramat l'assassinat de l'Emperador amb verí, però va evadir l'arrest.
En companyia d'Okubo Toshimichi i Saigō Takamori, el 3 de gener de 1868, va planejar la presa del Palau Imperial de Kyoto amb les forces lleials de Satsuma i Chōshū, i donà inici a la Restauració Meiji.

## Buròcrata Meiji

La Missió Iwakura. El líder de la missió va ser Iwakura Tomomi, qui apareix vestit amb un vestit tradicional japonès.

Després de l'establiment del govern Meiji, Iwakura va tenir un paper important a causa de la influència i confiança que tenia amb l'Emperador Meiji. Va ser el principal responsable de la promulgació de la Carta de jurament de 1868 i de l'abolició del sistema han.
Després de la seva designació com a Udaijin (Ministre de la Dreta) en 1871, va liderar un viatge al voltant del món que va durar dos anys, conegut com la Missió Iwakura, en la qual va visitar els Estats Units i diversos països europeus amb l'objectiu de renegociar els tractats existents i recollir informació per fer efectiva la modernització del Japó.
Quan va tornar al Japó en 1873, va arribar just a temps per prevenir la invasió a Corea (Seikanron). Va explicar que el Japó no estava en la posició de reptar les potències occidentals en l'estat actual, i va propugnar l'enfortiment de la institució imperial, que havia d'estar acompanyat d'una Constitució escrita i una forma limitada de democràcia parlamentària. Va ordenar a Inoue Kowashi que elaborés una constitució en 1881, i va ordenar a Itō Hirobumi que fes un viatge a Europa, per a l'estudi de diversos sistemes europeus. Va morir el 20 de juliol de 1883.